# Jules Montels
Jules Montels, né à Gignac (Hérault) le 25 mars 1843 et mort à Sfax (Tunisie) le 20 septembre 1916, est un militant socialiste sous le Second Empire puis membre de la Commune de Paris comme colonel de la Douzième légion fédérée. Par la suite, il évolue vers l'anarchisme.

## Biographie
Commandant du 173e bataillon de la Garde nationale, il est élu officier par ses hommes le 9 mai 1871. Le lendemain, il proclame la formation de la légion des Fédérées, une unité militaire de femmes armées pour chasser les réfractaires.
Il réussît à fuir la répression de la commune et à se réfugier en Suisse.
En 1877 il se rend en Russie où il devint précepteur des enfants de Léon Tolstoï.
Il meurt le 20 septembre 1916 en Tunisie, où il avait travaillé comme rédacteur en chef du Tunis Journal (Journal de Tunis) et commissaire-priseur. En tant que rédcateur en chef il mena plusieurs polémiques virulentes contre le cardinal Lavigerie.

## Notices
- Chantier biographique des anarchistes en Suisse : notice biographique.
- Dictionnaire international des militants anarchistes : notice biographique.
- Ressource relative à la vie publique :   - Maitron
- Notices d'autorité :   - VIAF
  - IdRef